# 大阪刑務所
大阪刑務所（おおさかけいむしょ）は、法務省矯正局の大阪矯正管区に属する刑務所。大阪府堺市堺区田出井町6-1に所在する。府中刑務所に次ぐ収容能力を持ち、西日本では最大規模の刑務所である。通称「大刑（だいけい）」。
下部機関には堺拘置支所・岸和田拘置支所（大阪府）および丸の内拘置支所・田辺拘置支所・新宮拘置支所（和歌山県）がある。
第二次世界大戦前には、治安維持法違反などを理由とした左翼運動者を多く収容していた（1933年9月時点で236人）ことでも知られている。

## 概要
収容分類級はB（再犯者）、F（外国人）、LB（無期刑を含む長期収容再犯者）。
定員は、2,445名。収容定員は2,704人。
- 起床 6時40分 休日 7時10分 就寝 9時
- 朝食　平日の朝はパン　土日の朝は麦飯
- 作業 月曜日〜金曜日、各日8時間、所内の工場等で作業(第二、第四金曜は矯正教育)
- 運動 毎日1回30分
- 入浴 夏季(7月〜9月)週3回(ただし8月9月の平日は1分のシャワーあり)、それ以外の時期は週2回

但し、炊事工場は、衛生上の観点から、毎日入浴を許可されている。
追記
2021年8月10日
職員定員　５２４名
収容定員　２５１９名
収容現員　１５８２名　（収容率62.8%）　（令和元年12月31日時点）
収容人員の60.8％が覚醒剤・窃盗事案
平均刑期　日本人　3年7月　外国人　7年4月　（無期懲役３５名）
現職の暴力団関係者は4％程度

## 歴史
- 1882年（明治15年）12月 - 大阪府西成郡川崎村・北野村（現・大阪市北区扇町）に堀川監獄を設置。
- 1903年（明治36年） - 大阪監獄に改称。
- 1920年（大正9年）6月 - 堺市向井町大字北庄（現：堺市堺区田出井町）の現在地へ移転。
  - 跡地には1923年（大正12年）12月に扇町公園が開園した。
- 1922年（大正11年）10月 - 大阪刑務所に改称。
- 1928年（昭和3年）3月 - 旧施設が完成。
- 1944年（昭和19年）8月4日 - 大阪控訴院（現：大阪高等裁判所）管内の死刑囚（死刑確定者）収容先を大阪拘置所から当刑務所に変更。その後、1945年（昭和20年）9月24日には大阪拘置所に再変更[注 6][7]。
- 1970年（昭和45年）11月11日 - 工場から出火して1棟（570㎡）が全焼。避難中の受刑者2人、消火作業中の看守1人がけが[8]。
- 1996年（平成8年）3月 - 施設全体改修工事が完了。
  - 改修工事で生じた余剰地には1999年3月にベルマージュ堺がオープンした。
- 2007年（平成19年）4月 - 和歌山刑務所より丸の内拘置支所・田辺拘置支所・新宮拘置支所を移管[9]。
- 2024年（令和6年）新宮拘置支所の収容を停止し、業務を田辺拘置支所に集約する。

## 不祥事・騒動
- 1955年（昭和30年）には受刑者2人が口論になり、1人が口論の相手を天秤棒で撲殺した[10]ほか、看守も殴打して負傷させる事件を起こした[11]。同事件の加害者である受刑者は1956年（昭和31年）11月に殺人・公務執行妨害などの罪で懲役8年の刑に処されたが、その後も1987年（昭和62年）ごろまで多数の犯罪を繰り返して複数回にわたり服役し[11]、1988年（昭和63年）6月には広島県福山市で知人女性との交際を巡って女性の親族3人を殺害する事件を起こした。
- 昭和40年代には、ここで印刷されていた大阪大学や大阪市立大学の入試問題が受刑者と出所者の共謀で盗み出され、医学部受験生らに「受験前の学習会」に使う形で売られた。
- 1970年、大阪地方検察庁特捜部の捜査で、大阪刑務所の看守が服役中の暴力団員から金をもらってビタミン剤やタバコを買い与えていた事件が発覚。同年2月2日、看守が加重収賄罪で服役者が収賄罪で書類送検された[12]。
- 同刑務所の44歳の副看守長（当時）らが、受刑者の暴力団組員らに対し、同刑務所の他の職員らの住所などの個人情報を教えたなどとして、2009年1月16日に、国家公務員法違反（守秘義務違反）容疑で逮捕された[13]。
- 2008年5月に、同刑務所の男性刑務官が、受刑者を護送中に、手錠の鍵を紛失した[14]。
- 2009年12月、受刑者5人に対し、肥満や高血圧などを理由に粥ばかりを食べることを強制したことが人権侵害に当たるとして、大阪弁護士会が、同刑務所に対して改善を勧告した[15]。
- 2010年8月まで同刑務所に服役していた男性は、2006年から2010年まで計76回に亘り、耳の腫れや出血の症状が出たため、医師による診療を求めたが、同刑務所は数回しか対応せず、内容もオキシドールで耳を拭くなどという程度のものであった。男性は仮釈放後に医師の診察を受けたところ、右耳の鼓膜が損傷していた上、中耳炎や難聴も患っていたことが判明したため、大阪弁護士会に調査を依頼。同弁護士会は、同刑務所の対応が人権侵害であると認定し、2012年6月4日に同刑務所に対し警告書を送付した[16]。
- 2011年3月までに、同刑務所堺拘置支所で、インフルエンザ対策として所内の食堂などに置かれていた消毒液を、受刑者が持ち帰ってジュースなどと混ぜ、カクテルを作って飲んでいたことが発覚した[17]。
- 2012年2月13日から15日にかけて、男性看守部長が、集団行動の訓練中に50歳代の男性受刑者に対し、頭などを殴ったり蹴ったりするなどの暴行を加えていたとして、大阪地検堺支部に書類送検された[18]。

## 組織
所長の下に5部1室を置く6部制の施設である。
- 総務部（庶務・会計・用度）
- 企画調整部（警備・外部交通・訟務ほか）
- 矯正処遇部（処遇・作業・教育）
- 調査・支援部（考査・審査・保護）
- 医務部（医療・保健）
- 国際対策室

上記と別に総務部に調査官1名を置く。堺・岸和田・丸の内・田辺・新宮の各拘置支所は所長の直属。

## 外観・設備
- 敷地面積    　186,433m2
- 施設敷地面積　155,677m2
- 宿舎敷地面積　30,756m2

## アクセス
JR阪和線堺市駅下車 西へ徒歩約5分。

## イベント
毎年11月上旬の土・日曜に「関西矯正展」が開催されている。当日はゲストによるテープカット、刑務所作業品の展示・即売会が行われるほか、刑務所内の施設見学もできる。

## 著名な受刑者
- 中浜哲（ギロチン社事件の首謀者、1926年に死刑執行）
- ピス健（ピス健事件の犯人、1926年に死刑執行）
- 石田英一郎（五・一五事件で逮捕。出所後に民俗学の大家となる）
- 国領五一郎（戦前の政治犯。1943年に獄死。）
- 克美しげる（演歌歌手）
- 石原伸司（夜回り組長）
- 混血少年S（混血少年連続殺人事件の犯人、1989年に仮釈放）